# بیمارستان دانشگاه الکساندروفسکا
بیمارستان دانشگاه الکساندروفسکا (به لاتین: Aleksandrovska University Hospital) یک بیمارستان در بلغارستان است که در صوفیه واقع شده‌است.